# Liga Celta 2001-02
La Temporada 2001-02 de la Liga Celta de rugby fue la primera edición de la liga profesional de rugby union.

## Clasificación

### Grupo A
| Pos. | Equipo           | PJ | Gan | Emp | Per | PaF | PeC | Dif  | Pts |
| ---- | ---------------- | -- | --- | --- | --- | --- | --- | ---- | --- |
| 1    | Leinster Rugby   | 7  | 7   | 0   | 0   | 281 | 114 | 167  | 21  |
| 2    | Ulster Rugby     | 7  | 4   | 1   | 2   | 194 | 157 | 37   | 13  |
| 3    | Glasgow Warriors | 7  | 4   | 1   | 2   | 204 | 172 | 32   | 13  |
| 4    | Llanelli RFC     | 7  | 4   | 0   | 3   | 175 | 123 | 52   | 12  |
| 5    | Swansea RFC      | 7  | 3   | 0   | 4   | 124 | 158 | -34  | 9   |
| 6    | Bridgend RFC     | 7  | 3   | 0   | 4   | 161 | 208 | -47  | 9   |
| 7    | Pontypridd RFC   | 7  | 1   | 0   | 6   | 111 | 207 | -96  | 3   |
| 8    | Ebbw Vale RFC    | 7  | 1   | 0   | 6   | 134 | 245 | -111 | 3   |

|  | Clasificados a cuartos de final. |

### Grupo B
| Pos. | Equipo          | PJ | Gan | Emp | Per | PaF | PeC | Dif  | Pts |
| ---- | --------------- | -- | --- | --- | --- | --- | --- | ---- | --- |
| 1    | Munster Rugby   | 6  | 5   | 0   | 1   | 228 | 120 | 108  | 15  |
| 2    | Connacht Rugby  | 6  | 4   | 0   | 2   | 152 | 97  | 55   | 12  |
| 3    | Neath RFC       | 6  | 4   | 0   | 2   | 151 | 116 | 35   | 12  |
| 4    | Newport RFC     | 6  | 3   | 0   | 3   | 147 | 109 | 38   | 9   |
| 5    | Cardiff RFC     | 6  | 3   | 0   | 3   | 128 | 135 | -7   | 9   |
| 6    | Edinburgh Rugby | 6  | 2   | 0   | 4   | 134 | 159 | -25  | 6   |
| 7    | Caerphilly RFC  | 6  | 0   | 0   | 6   | 88  | 292 | -204 | 0   |

|  | Clasificados a cuartos de final. |

## Fase final

### Cuartos de final
| 30 de noviembre de 2001 | Ulster Rugby | 38 - 29 | Neath | Ravenhill, Belfast, |  |

| 30 de noviembre de 2001 | Leinster Rugby | 34 - 22 | Newport | Donnybrook, Dublín, |  |

| 1 de diciembre de 2001 | Connacht Rugby | 29 - 34 | Glasgow Warriors | Sportsground, Galway, |  |

| 1 de diciembre de 2001 | Munster Rugby | 13 - 6 | Llanelli | Thomond Park, Limerick, |  |

### Semifinales
| 7 de diciembre de 2001 | Leinster Rugby | 35 - 13 | Glasgow Warriors | Lansdowne Road, Dublín, |  |

| 8 de diciembre de 2001 | Munster Rugby | 15 - 9 | Ulster Rugby | Lansdowne Road, Dublín, |  |

### Final
| 15 de diciembre de 2001 | Leinster Rugby | 24 - 20 | Munster Rugby | Lansdowne Road, Dublín,         |  |
|                         |                |         |               | Asistencia: 30.000 espectadores |  |

| Bandera de Irlanda |
| Campeón Leinster   |
| Primer título      |